# St. Koloman (Kolomann)

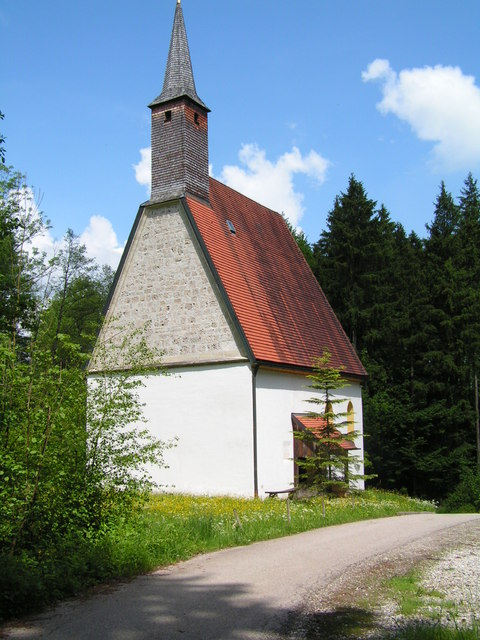
St. Koloman in Kolomann

Die römisch-katholische Kapelle St. Koloman in Kolomann, einem Gemeindeteil von Fridolfing im oberbayerischen Landkreis Traunstein, wurde in den 1510er Jahren errichtet. Die Kapelle, die auf einem nach Norden abfallenden Geländevorsprung steht und von Wald umgeben wird, ist ein geschütztes Baudenkmal.
Der spätgotische einschiffige Saalbau mit Dachreiter wurde 1518 durch den Bischof des Bistums Chiemsee Berthold Pürstinger geweiht. Der Chor ohne Einzug ist dreiseitig geschlossen. Den Innenraum überspannt ein auf profilierten Kragsteinen lagerndes Gewölbe mit Sechsrautensternen. Im Westen gibt es eine einfache Holzempore.
Über Jahrhunderte hinweg fanden Wallfahrten zur Kapelle statt.